# Cacho Tirao
Cacho Tirao (eigentlich Oscar Emilio Tirao; * 5. April 1941 in Berazategui, Gran Buenos Aires; † 20. Mai 2007 in Buenos Aires) war ein argentinischer Gitarrist und Komponist folkloristischer Musik.

## Leben und Werk
Oscar „Cacho“ Tirao begann im Alter von vier Jahren, Gitarre zu spielen und trat bald darauf das erste Mail im Radio auf. 16-jährig spielte er im Orchester des Teatro Argentino de La Plata. Von 1968 bis 1971 gehört er dem berühmten Quintett von Astor Piazzolla an. Er arbeitete mit Osvaldo Tarantino, Dino Saluzzi und Rodolfo Mederos und begleitete Joséphine Baker.
Als Solist spielte er fremde und selbst komponierte Tangos, Milongas, Sambas, Cuecas, Chacareras und verschiedene andere musikalische Genres. Zu seinen herausragenden Kompositionen zählen „La Milonga de Don Taco“, zum Gedächtnis an seinen Vater, die seinem Enkel gewidmete „Milonga del niño deseado“ und die Bossa nova „Sonveri“, welche 1980 bei CBS auf dem Best-of-Album „Selección Especial de Cacho Tirao“ veröffentlicht wurde.
Cacho Tirao nahm 36 Schallplatten auf, seine erste war 1971 „Mi guitarra, tú y yo“, seine letzte 2006 „Renacer“, als er eine teilweise Lähmung infolge eines Schlaganfalls überwinden musste. Sein gefeiertstes Werk ist das Konzert für Gitarre und Sinfonieorchester „Conciertango Buenos Aires“, das 1985 in Belgien erschien. Tirao erreichte im Argentinien der 1970er Jahre größte Bekanntheit, als er die Sendereihe „Recitales Espectaculares“ bestritt; eine seiner Schallplatten wurde 1978 mehr als 1 Million Mal verkauft.
Cacho Tirao starb 2007 an einem Herzinfarkt.